# Casa Antonelli
Casa Antonelli è un edificio monumentale di civile abitazione con negozi , ubicato in Borgo Vanchiglia all'angolo tra Corso San Maurizio e Via Vanchiglia a Torino: progettato e costruito nel 1846 dal noto architetto Alessandro Antonelli, questi lo usò anche come abitazione familiare e vi morì nel 1888, all'età di novant'anni . In seguito fu abitazione di suo figlio Costanzo.

## Descrizione
L'edificio ha un totale di otto piani fuori terra (computando i mezzanini), ma simula tuttavia la presenza di soli quattro . Al piano terreno, al di sotto delle campate, vi è una terrazza. L’ultimo piano, costruito interamente in legno, ospitava i locali di servizio del suo alloggio che si trovava al livello inferiore .

## Storia
Nel luglio 1844 nasceva la Società dei Costruttori di Vanchiglia, tra i cui componenti spiccava la figura dell'architetto Antonelli: obiettivo della società era la sistematica acquisizione ed urbanizzazione della regione omonima ed è secondo questa concreta finalità che prese avvio l'attività di produzione e proposizione di piani e progetti da parte dell'Antonelli, nei confronti della civica amministrazione  che portarono, tra gli altri, alla costruzione di Casa Scaccabarozzi e dello stabile in questione.
Il progetto originario di Antonelli, che volle applicare assieme ai soci Magistrini e Cornaglia, comprendeva un intero isolato di 8700 mq, tra Viale di San Maurizio, Via Vanchiglia, Via dei Macelli e Via degli Artisti. Un fabbricato molto profondo e unico, di architettura uniforme, diviso in otto case indipendenti e porticato su due lati. Fu pensata come una casa da reddito, in cui lo spazio è messo meticolosamente a profitto, adatto ad accogliere inquilini di classi e di mezzi più diversi. La struttura ad arcate del sotterraneo e del pianterreno, con una distribuzione dei sostegni, privilegia la suddivisione degli spazi in piccole unità di due campate al massimo .
Nel 1852, a costruzione da poco ultimata, scoppiò della Polveriera di Borgo Dora: molte case vennero danneggiate in Vanchiglia, ma non questa. Il fatto servì a convincere alcuni increduli della solidità della casa di Antonelli, e la fiducia nella solidità delle sue strutture accrebbe maggiormente .
Antonelli morì nel 1888 e la proprietà della casa passò alla vedova Nobil Donna Francesca Scaccabarozzi e al loro figlio Costanzo. Quest'ultimo si rese conto dell’impossibilità di portare a termine il progetto originario paterno, che comprendeva l'intero isolato, anche perché nel frattempo la maggior parte dei lotti intorno erano stati costruiti. Quindi nel 1911, seguendo il progetto originario, fece eseguire la casa con la sola aggiunta di una campata nel lato di via Vanchiglia .
L'edificio ha subìto, nel corso di circa un secolo e mezzo, numerose vicissitudini che ne hanno parzialmente compromesso la stabilità: incendi, bombardamenti (il 13 agosto 1943 ) e devastazioni belliche. Ma ciò nonostante conserva tuttora parti originali al suo interno.